# Micropeza nitidicollis
Micropeza nitidicollis är en tvåvingeart som beskrevs av Becker 1907. Micropeza nitidicollis ingår i släktet Micropeza och familjen skridflugor. Inga underarter finns listade i Catalogue of Life.